# Maurice de Poulpiquet du Halgouët
Pour les autres membres de la famille, voir Famille de Poulpiquet.
Maurice-Marie-Joseph  de Poulpiquet du Halgouët (Maurice du Halgouet de Poulpiquet) né le 11 décembre 1847 à Renac  et mort le 1er avril 1919 dans la même commune est un militaire et homme politique français.

## Biographie
Maurice Marie Joseph de Poulpiquet du Halgouët, issu d'une ancienne famille bretonne, est le fils d'Adolphe de Poulpiquet du Halgouët, officier, et de Charlotte Renée Guillemine de Kaërbout/
Il est élève de l'École polytechnique  et fait ensuite une carrière militaire dans l'artillerie et termine lieutenant-colonel. Il participe à la guerre de 1870.
Après avoir terminé sa carrière militaire il s'engage dans la vie politique. Maire de Renac et conseiller général d'Ille-et-Vilaine, il est élu député le 5 mai 1895 lors d'une élection partielle organisée pour remplacer Émile Récipon, décédé. Il est élu avec 10 915 voix contre 9 910 pour le candidat républicain Guérin. Il siège à droite. Il est  réélu en 1898, 1902, 1906, 1910 et, enfin 1914. Dans sa profession de foi pour cette dernière élection il écrit : « sur les questions scolaires, liberté d'enseignement, liberté du père de famille, je veux, vous le savez, la liberté la plus entière pour tout le monde. Les vœux de l'Union catholique sont les miens. J'ai donc voté contre cette œuvre vaine et tyrannique que l'on appelle « défense laïque. Les lois relatives à l'amélioration du sort des travailleurs, je les ai votées, j'ai proposé des améliorations qui ont été adoptées comme la retraite à soixante ans. »
Beau-frère d'Albert de L'Espée, il est le grand-père de Roger du Halgouët.

## Décorations
- Officier de la Légion d'honneur (10 juillet 1899)
- Médaille commémorative de la guerre 1870–1871

## Sources
- (fr) Sa fiche sur le site de l'Assemblée nationale
- « Maurice de Poulpiquet du Halgouët », dans le Dictionnaire des parlementaires français (1889-1940), sous la direction de Jean Jolly, PUF, 1960 [détail de l’édition]